# 6Q0B44E
6Q0B44E, иногда сокращённо B44E — небольшой околоземный объект, возможно является космическим мусором, в настоящее время находится на орбите Земли за пределами орбиты Луны.
6Q0B44E впервые наблюдали исследователи лаборатории Catalina Sky Survey Аризонского университета 28 августа 2006 года. Открытие было подтверждено на следующий день, наблюдениями калифорнийских астрономов из обсерватории Table Mountain Observatory, в рамках программы Siding Spring Survey.
Объект имеет всего несколько метров в поперечнике и был временно классифицирован как искусственный. B44E вращается вокруг Земли на расстоянии от 585 000 км до 983 000 км, что в 2—3 раз дальше, чем расстояние до Луны. Объект обращается вокруг Земли за 80 дней.
B44E был замечен в самый благоприятный момент, когда его яркость достигала 19-й звёздной величины. Когда объект удаляется от Земли, его яркость падает до 28-й звёздной величины.
Рассчитанные по результатам наблюдений эфемериды показывают, что, вероятно, B44E вошёл в систему Земля — Луна между 2001 и 2003 годами, хотя, возможно, он прибыл в окрестности Земли и раньше. Сходство между B44E и J002E3, который в настоящее время считается частью ракеты Аполлон-12, привели некоторых астрономов к предположению, что B44E может быть другой реликвией освоения человеком космического пространства, вернувшейся на орбиту Земли.